# Stefan Karlsson (kock)
Stefan Mats Robert Karlsson, född 20 maj 1970 i Gemla, är en svensk kock. Han driver restaurang SK Mat & Människor, Mr.P, Bar Himmel, TOSO, TAVOLO, Vinbaren, Ceno Brasserie och restaurang Collage i Göteborg. Stefan Karlsson tilldelades år 2000 en stjärna i Guide Michelin för Restaurang Fond. Fond stängdes igen nyårsafton 2013 för att ge plats åt den asiatiska restaurangen TOSO som öppnade 18 september 2014. 2015 tilldelades han ytterligare en stjärna i Guide Michelin för restaurang SK Mat & Människor. Stefan Karlsson har genom åren varit återkommande tv-kock men har de senaste åren valt att fokusera på sina restauranger och endast deltagit i Kockarnas Kamp (2012). 
Stefan Karlsson har rest runt världen för att sprida svensk matlagning. Under resorna har han hämtat mycket inspiration, bland annat från Shanghai, Österrike, USA, Sydafrika och medelhavsländerna. Denna inspiration omsätter han tillsammans med köksmästaren Thomas Abrahamsson på systerkrogen Mr.P. 
Stefan Karlsson har tilldelats många priser och utmärkelser och sitter i Juryn för Årets kock 2012.

## Utmärkelser
- 1987 – Milda-stipendiet
- 1993 – Sveriges bästa bord
- 1994 – Årets kock, 2:a plats
- 1995 – Årets kock, 1:a plats
- 2000 – Gastronomiska Akademiens Guldmedalj
- 2001 – Stjärna i Guide Michelin
- 2003 – Västra Gastronomiska Akademins Stora Pris
- 2013 – Årets krögare i Sverige
- 2015 – Stjärna i Guide Michelin